# Oie de Chadrinsk
L'oie de Chadrinsk est une race d'oie domestique originaire de la région de l'Oural, en Russie et plus particulièrement des alentours de Chadrinsk.

## Histoire
L'oie de Chadrinsk est issue d'oies sauvages de la région de l'Oural, au climat particulièrement rigoureux. Dès 1813, un observateur russe remarque qu'« à Chadrinsk, on vend des oies entre 16 et 50 kopecks la centaine...Les élevages de volaille de la région sont particulièrement soignés . La production d'oie et d'autre volaille rencontre un grand succès ; outre sa chair exquise, elle donne aussi des plumes et du duvet. »
Un groupe sculpté représentant un paysan et une paysanne avec plus loin une oie de Chadrinsk a été élevé en 2008 près du musée régional de Chadrinsk en hommage à cette oie,.

## Description
L'oie de Chadrinsk est très résistante et robuste, avec un plumage fort abondant en trois variétés de coloris : blanc, gris ou bien pie blanc/gris. Ses tarses et son bec sont orange. Son torse est assez court et son ventre présente une petite panouille. Sa tête est petite avec un bec droit et son cou est caractéristique de cette race car il est très court.
Le jars pèse entre 5,5 et 6,5 kg, la femelle entre 4,5 et 5 kg. Celle-ci pond entre 20 et 25 œufs par an, ce qui est assez peu, pesant entre 150 et 160 grammes.